# Estación de Porto-Campanhã
La Estación de Porto - Campanhã es una plataforma ferroviaria de las líneas del Norte y Miño, situada en la parroquia de Campanhã, y que sirve a la ciudad de Oporto, en Portugal. Inaugurada en 1875, se convirtió, en la transición del siglo XX, como un importante núcleo ferroviario, en el transporte de mercancías y pasajeros, en la gestión ferroviaria, y en el mantenimiento de material rodante; no obstante, esta concentración de servicios y la elevada distancia con el centro de la ciudad redujeron su operatividad, por lo que fue construida una nueva plataforma en el centro de Porto, la Estación de São Bento, inaugurada en 1896, y parte de sus funciones administrativas fueron transferidas a la Estación de Contumil, creada específicamente para ese fin. Es considerada la principal estación ferroviaria de la Región Norte.

## Historia
La Estación de Campanhã fue inaugurada en 1875.
En 1902, fue instalado un tablero metálico en la calle de Noeda, con el propósito de expandir las instalaciones de esta estación.
A pesar de su elevada importancia como plataforma ferroviaria principal de Porto, se situaba demasiado lejos del centro de la ciudad, situación que perjudicaba al transporte de pasajeros y mercancías; y así, en 1893, pasaban, por la estación, cerca de 750.000 viajeros, y fueron enviadas cerca de 600.000 toneladas de carga. Por ese motivo, se decidió construir la Estación de São Bento, en el centro de la ciudad, cuyo tráfico ferroviario se inició el 7 de noviembre de 1896.
La estación incluía, originalmente, servicios de apoyo técnico del material circulante; no obstante, estas facilidades se volvieron insuficientes para las necesidades, por lo que, en 1903, fue aprobado el proyecto para una estación en Contomil (actual Contumil), para ayudar a Campanhã en la prestación de apoyo técnico, y servir de enlace entre las Líneas del Miño y la circunvalación de Porto (actualmente denominada Línea de Leixões).
En 1932, fue montado un sistema de señalización eléctrica en esta estación, y, en el año siguiente, fueron efectuadas mejoras en la toma de agua y fue aprobada la construcción de muros de soporte, una unión entre plataformas, y dos accesos bajos para la descarga de mercancías, además de la instalación de señalización en el lado norte de la estación; en 1934, es aprobada la instalación de un teléfono y de una campana de llamada en cada plataforma de la estación.
En 1971 esta plataforma pasó a tener un servicio directo de conexión con la ciudad española de La Coruña, cuyo recorrido, en el año siguiente, fue reducido a Vigo.

## Descripción

### Localización y accesos
Esta plataforma se encuentra junto a la avenida de la Estación, en la ciudad de Oporto.

### Clasificación, vías y plataformas
En 2004, esta plataforma tenía la clasificación A de la Red Ferroviaria Nacional, contaba con 16 vías de circulación, donde se podían realizar maniobras, y disponía de equipamientos para información al público. En 2010, todavía existían las 16 vías de circulación, cuya extensión variaba entre los 220 y los 555 metros; las plataformas tenían un longitud entre los 220 y los 510 metros, y una altura de 90 centímetros, excepto la primera, con 65 centímetros.

### Servicios

#### Servicios nacionales
| Regional                               | Regional                 |
| -------------------------------------- | ------------------------ |
|                                        | Porto-Campanhã ↔ Valença |
| Porto-Campanhã ↔ Viana do Castelo      |                          |
| Porto-Campanhã ↔ Régua                 |                          |
| Porto-Campanhã ↔ Coimbra               |                          |
| Porto-Campanhã ↔ Lisboa-Santa Apolónia |                          |
| Porto-São Bento ↔ Régua                |                          |
| InterRegional                          |                          |
|                                        | Porto-Campanhã ↔ Valença |
| Porto-Campanhã ↔ Pocinho               |                          |
| Porto-Campanhã ↔ Régua                 |                          |
| Porto-Campanhã ↔ Lisboa-Santa Apolónia |                          |
| Porto-São Bento ↔ Pocinho              |                          |
| Porto-São Bento ↔ Régua                |                          |

| Largo Curso                       | Largo Curso                             |
| --------------------------------- | --------------------------------------- |
|                                   | Porto (Campanhã) ↔ Lisboa (S. Apolónia) |
| Guimarães ↔ Lisboa (S. Apolónia)  |                                         |
| Porto-Campanhã ↔ Faro             |                                         |
|                                   | Lisboa-Santa Apolónia ↔ Porto-Campanhã  |
| Lisboa-Santa Apolónia ↔ Guimarães |                                         |
| Lisboa-Santa Apolónia ↔ Braga     |                                         |
| Porto-Campanhã ↔ Coimbra          |                                         |

#### Servicio Internacional
Además desde esta estación hay conexión internacional de trenes de media distancia-regionales con Vigo-Guixar.
| Línea | Origen      | Paradas Intermedias | Destino         | Trenes                                                              |
| ----- | ----------- | ------------------- | --------------- | ------------------------------------------------------------------- |
| G3    | Vigo-Guixar | sin paradas         | Oporto-Campanhã | Regional de CP (Serie 0450 de CP o S-592 alquilados por CP a Renfe) |

#### Urbanos do Porto
| CP Urbanos do Porto          | CP Urbanos do Porto                   |
| ---------------------------- | ------------------------------------- |
|                              | Porto (S. Bento) ↔ Marco de Canaveses |
| Porto (S. Bento) ↔ Guimarães |                                       |
| Porto (S. Bento) ↔ Braga     |                                       |
| Porto (S. Bento) ↔ Aveiro    |                                       |

#### Metro de Oporto
| Líneas |                                          |
|        | Estadio de Dragão ↔ Senhor de Matosinhos |
|        | Estadio de Dragão ↔ Póvoa de Varzim      |
|        | Campanhã ↔ ISMAI                         |
|        | Estadio de Dragão ↔ Aeroporto            |
|        | Fânzeres ↔ Senhora da Hora               |

#### Autobuses
Autobuses de Servicio de Transportes Colectivos de Porto:
- 205 Campanhã - Castillo del Queso
- 206 Campanhã - Viso (Santo Eugénio)
- 207 Campanhã - Mercado de la Vera
- 400 S. Bento - Azevedo